# 聚楽 (ブドウ)
聚楽（じゅらく）は、日本の京都で古くから栽培されていたとされるブドウの固有品種。絶滅したと考えられていた。
聚楽は、安土桃山時代から栽培の記録が残されていたが、昭和の1970年代に絶滅したと考えられていた。
聚楽を探していた大和葡萄酒（山梨県甲州市）社長の萩原保樹が2012年に高台寺近くの民家の庭先で見つけた、樹齢100年生に近いブドウ樹が聚楽ではないかとして京都府立大学に調査を依頼し、2019年に甲州やヨーロッパのヴィニフェラ種を中心とした30品種とのゲノム解析が行われた。
その結果、日本古来種である甲州と近縁ではあるが異なる品種であること、ヴィニフェラ種の中でも独自のグループを形成する種であることが判明した。
京都府立大学付属農場では、この樹から挿し木で増やし、聚楽の復活とブランド化を目指している。